# Liste der Bischöfe von Angra
Die folgenden Personen waren Bischöfe von Angra (Azoren, Portugal):
- Agostinho Ribeiro (1534–1540)
- Rodrigo Pinheiro (1540–1552)
- Jorge de Santiago (1552–1561)
- Manuel de Almada (1564–1567)
- Nuno Álvares Pereira (1568–1570)
- Gaspar de Faria (1571–1576)
- Pedro de Castilho (1578–1583)
- Manuel de Gouveia (1584–1596)
- Jerónimo Teixeira Cabral (1600–1612)
- Agostinho Ribeiro (1614–1621)
- Pedro da Costa Leal (1623–1625)
- João Pimenta de Abreu (1626–1632)
- António da Ressurreição (1635–1637)
- Lourenço de Castro (1671–1678)
- João dos Prazeres (1683–1685)
- Clemente Vieira (1688–1692)
- António Vieira Leitão (1694–1714)
- João de Brito e Vasconcelos (1718)
- Manuel Álvares da Costa (1720–1733)
- Valério do Sacramento (1738–1757)
- António Caetano da Rocha (1758–1772)
- João Marcelino dos Santos Homem Aparício (1774–1782)
- José da Ave Maria Leite da Costa e Silva (1783–1799)
- José Pegado de Azevedo (1802–1812)
- Alexandre da Sagrada Família (1816–1818)
- Manuel Nicolau de Almeida (1820–1825)
- Estêvão de Jesus Maria (1827–1870)
- João Maria Pereira de Amaral e Pimentel (1872–1889)
- Francisco Maria do Prado Lacerda (1889–1891)
- Francisco José Ribeiro Vieira e Brito (1892–1901)
- José Manuel de Carvalho (1902–1904)
- José Correia Cardoso Monteiro (1905–1910)
- Manuel Damasceno da Costa (1915–1922)
- António Augusto de Castro e Meireles (1924–1928)
- Guilherme Augusto Inácio de Cunha Guimarães (1928–1957)
- Manuel Afonso de Carvalho (1957–1978)
- Aurélio Granada Escudeiro (1979–1996)
- António de Sousa Braga (1996–2016)
- João Evangelista Pimentel Lavrador (2016–2021, dann Bischof von Viana do Castelo)
- Armando Esteves Domingues (seit 2022)